# Флати, Джанкарло
Джанкарло Флати (Л'Акуила, 11 мая 1953) — итальянский живописец, исследователь и писатель.

## Биография
Флати родился в городе Л'Акуила, в регионе Абруццо в центральной Италии. Его творчество началось в 1964 году.
С 1972 года занимался художественными и медико-биологическими исследованиями в ряде европейских стран (Университет Аквила, Римский Университет "Ла Сапиенца" г. Рим (Италия), университет Лунда (Швеция), Каролинском институте Стокгольма (Швеция), Университет Бергена (Норвегия), университет Ульма – Marienhospital – Штутгарт (Германия), Гданьск (Польша), Фордс, (Нью-Джерси, США). В настоящее время он работает как живописец и писатель в Аквиле, Рим, Нью-Джерси (США).
Имеет выставки в европейских музеях и частных художественных галереях. Работы находятся в частных и государственных коллекциях в Италии, Швеции, Норвегии, Дании, Германии, Польше, Испании, Австралии и США.
До 2009 года он работал в сфере микрохирургии и общей хирургии. Флати был доцентом в научной методологии в римском университете "Ла Сапиенца". Является автором и соавтором нескольких хирургических книг и научных статей по микрохирургии, мужскому бесплодию, хирургии печени и поджелудочной железы, желудочно-кишечного тракта и эндокринной хирургии.
В 2009 году, после того как землетрясение разрушило его родной город Аквила, Флати основал культурную Ассоциацию "Cantiere Aquilano di Cultura Creativa ai Margini della Coscienza", "исследовательский центр" посвященный творческому сознанию с акцентом на художественное воздействие голографической парадигмы, предложенной Ицхаком Бентоу, Дэвид Бомом и Карлом Х. Прибрамом.
Отзывы критиков о его творчестве:

## Награды
В 2005 году получил Michetti-Museum Prize.
В 2016 году выиграл конкурс на обложку Art & Beyond за июль/август.

## Публикации
Флати является автором следующих книг:
- Flati; Gentile; Lenzi (2006). Varicocele ed infertilità maschile. SEU. Flati, Giancarlo (2008). Giancarlo Flati: Intersezioni del Tempo. Matteo Editore. Flati, Giancarlo (2012). From Qbits to Time Knots. Nero su Bianco. Flati, Giancarlo (2013). Il segreto del pendolo di Bentov. Co-Scienza, estetica dell'invisibile e ordini nascosti. Aracne Editrice. Flati, Giancarlo (2015). Attimi di silenzio. Fondazione Mario Luzi Editore.

Его работы были опубликованы в следующих книгах и каталогах:
- Bortolatto, Luigina. Monografia "Giancarlo Flati" - Collana Esmeralda (итал.). — Zanotto Editore Eurocrom Libri, 2004.
- Catalogo dell'Arte Moderna n.42 (неопр.). — Mondadori, 2006.
- Catalogo dell'Arte Moderna n.43 (неопр.). — Mondadori, 2007.
- Bortolatto, Luigina. "Giancarlo Flati" - Collana Esmeralda, Vol IV (итал.). — Zanotto Editore, 2007.
- Catalogo dell'Arte Moderna n.44 (неопр.). — Mondadori, 2008.
- Bortolatto, Luigina. Giancarlo Flati: "Poeta Cosmico" (неопр.). — Euroarte XI, 2008.
- Avanguardie Artistiche (неопр.). — EA Editore, 2008.
- Catalogo dell'Arte Moderna n.45 (неопр.). — Mondadori, 2009.
- Catalogo dell'Arte Moderna n.46 (неопр.). — Mondadori, 2010.
- Catalogo dell'Arte Moderna n.47 (неопр.). — Mondadori, 2011.
- Catalogo dell'Arte Moderna n.48 (неопр.). — Mondadori, 2012.
- International Contemporary Artists Vol VI (англ.). — ICA Publishing, 2012.
- International Contemporary Masters Vol VI (англ.). — World Wide Art Books Inc. TM. California, 2012.
- Catalogo dell'Arte Moderna n.49 (неопр.). — Mondadori, 2013.
- ATIM's Top 60 Masters of Contemporary Art (англ.). — ArtTour International Publications, 2013.
- Szollosi, Georgia. Hidden Treasure Art Magazine Yearbook 2014 (англ.). — ArtTour International Publications, 2013.
- Catalogo dell'Arte Moderna n.50 (неопр.). — Mondadori, 2014.
- Protagonisti dell'Arte 2014. Dal XIX Secolo ad Oggi (итал.). — EA Editore, 2014.
- Annuario d'Arte Contemporanea (неопр.). — EA Editore, 2014.
- Catalogo dell'Arte Moderna n.51 - Gli artisti italiani dal primo Novecento ad oggi (итал.). — Mondadori, 2015.
- Artista dell'Anno 2015 (неопр.). — EA Editore, 2015.